# Hold the Girl Tour
L'Hold the Girl Tour è il terzo tour musicale della cantante giapponese Rina Sawayama, a supporto del suo secondo album in studio Hold the Girl (2022).

## Scaletta
1. Minor Feelings
2. Hold the Girl
3. Catch Me in the Air
4. Hurricanes
5. Your Age
6. Imagining
7. STFU!
8. Frankenstein
9. Holy (Til You Let Me Go)
10. Bad Friend
11. Send My Love to John (Acoustic)
12. The Story (cover di Brandi Carlile)
13. Phantom
14. To Be Alive
15. Lucid (Shortened)
16. Beg for You (cover di Charli XCX) (Shortened)
17. Comme des garçons (like the Boys)
18. XS
19. This Hell

## Date del tour
| Data                        | Città             | Stato         | Luogo                                    | Artisti d'apertura                     |
| Europa                      | Europa            | Europa        | Europa                                   | Europa                                 |
| --------------------------- | ----------------- | ------------- | ---------------------------------------- | -------------------------------------- |
| 12 ottobre 2022             | Glasgow           | Regno Unito   | SWG3                                     | Tom Rasmussen                          |
| 13 ottobre 2022             | Glasgow           | Regno Unito   | SWG3                                     | Tom Rasmussen                          |
| 15 ottobre 2022             | Dublino           | Irlanda       | 3Olympia Theatre                         | Tom Rasmussen                          |
| 16 ottobre 2022             | Dublino           | Irlanda       | 3Olympia Theatre                         | Tom Rasmussen                          |
| 18 ottobre 2022             | Nottingham        | Regno Unito   | Rock City                                | Joesef Tom Rasmussen                   |
| 20 ottobre 2022             | Manchester        | Regno Unito   | Academy                                  | Joesef Tom Rasmussen                   |
| 21 ottobre 2022             | Birmingham        | Regno Unito   | O2 Academy                               | Joesef Tom Rasmussen                   |
| 23 ottobre 2022             | Brighton          | Regno Unito   | Dome                                     | Joesef Tom Rasmussen                   |
| 24 ottobre 2022             | Cardiff           | Regno Unito   | The Great Hall                           | Joesef Tom Rasmussen                   |
| 26 ottobre 2022             | Londra            | Regno Unito   | O2 Academy Brixton                       | Joesef Tom Rasmussen                   |
| Nord America                |                   |               |                                          |                                        |
| 1º novembre 2022            | New York City     | Stati Uniti   | The Great Hall at Avant Gardner          | N.D.                                   |
| 11 novembre 2022            | Dallas            | Stati Uniti   | South Side Ballroom                      | Lauren Aquilina                        |
| 12 novembre 2022            | Austin            | Stati Uniti   | Emo's Austin                             | Lauren Aquilina                        |
| 13 novembre 2022            | Houston           | Stati Uniti   | White Oak Music Hall                     | Lauren Aquilina                        |
| 16 novembre 2022            | Phoenix           | Stati Uniti   | The Van Buren                            | Lauren Aquilina                        |
| 18 novembre 2022            | San Diego         | Stati Uniti   | SOMA                                     | Lauren Aquilina                        |
| 19 novembre 2022            | Los Angeles       | Stati Uniti   | Hollywood Palladium                      | Lauren Aquilina                        |
| 21 novembre 2022            | Oakland           | Stati Uniti   | Fox Theater                              | Adam Kraft                             |
| 23 novembre 2022            | Los Angeles       | Stati Uniti   | Hollywood Palladium                      | Alex Chapman                           |
| 28 novembre 2022            | New York City     | Stati Uniti   | The Great Hall at Avant Gardner          | N.D.                                   |
| 29 novembre 2022            | Silver Spring     | Stati Uniti   | The Fillmore                             | N.D.                                   |
| 30 novembre 2022            | Charlotte         | Stati Uniti   | The Fillmore                             | N.D.                                   |
| 2 dicembre 2022             | Boston            | Stati Uniti   | Roadrunner                               | DJ Coleslaw                            |
| Oceania                     |                   |               |                                          |                                        |
| 9 gennaio 2023              | Auckland          | Nuova Zelanda | Powerstation                             | N.D.                                   |
| 10 gennaio 2023             | Melbourne         | Australia     | 170 Russell                              | N.D.                                   |
| 12 gennaio 2023             | Sydney            | Australia     | Roundhouse                               | N.D.                                   |
| 13 gennaio 2023             | Melbourne         | Australia     | 170 Russell                              | N.D.                                   |
| 14 gennaio 2023             | Brisbane          | Australia     | The Triffid                              | N.D.                                   |
| Asia                        |                   |               |                                          |                                        |
| 17 gennaio 2023             | Nagoya            | Giappone      | Diamond Hall                             | N.D.                                   |
| 18 gennaio 2023             | Ōsaka             | Giappone      | Zepp Bayside                             | N.D.                                   |
| 20 gennaio 2023             | Tokyo             | Giappone      | Tokyo Garden Theatre                     | N.D.                                   |
| Europa                      |                   |               |                                          |                                        |
| 14 febbraio 2023            | Bruxelles         | Belgio        | Ancienne Belgique                        | Empress Of                             |
| 15 febbraio 2023            | Parigi            | Francia       | Olympia                                  | Empress Of                             |
| 16 febbraio 2023            | Zurigo            | Svizzera      | Volkshaus                                | Empress Of                             |
| 18 febbraio 2023            | Milano            | Italia        | Fabrique                                 | Empress Of Sans Soucis                 |
| 19 febbraio 2023            | Monaco di Baviera | Germania      | Muffathalle                              | Empress Of                             |
| 21 febbraio 2023            | Utrecht           | Paesi Bassi   | TivoliVredenburg                         | Empress Of                             |
| 23 febbraio 2023            | Varsavia          | Polonia       | Stodoła                                  | Empress Of                             |
| 24 febbraio 2023            | Berlino           | Germania      | Huxleys Neue Welt                        | Empress Of                             |
| 26 febbraio 2023            | Stoccolma         | Svezia        | Berns                                    | Empress Of                             |
| 27 febbraio 2023            | Oslo              | Norvegia      | Rockefeller Music Hall                   | Empress Of                             |
| Hold the Girl Reloaded Tour |                   |               |                                          |                                        |
| 9 giugno 2023               | North Adams       | Stati Uniti   | Massachusetts Museum of Contemporary Art | N.D.                                   |
| 10 giugno 2023              | New York City     | Stati Uniti   | Flushing Meadows–Corona Park             | N.D.                                   |
| 14 giugno 2023              | Nashville         | Stati Uniti   | CMA Theater                              | N.D.                                   |
| 16 giugno 2023              | Manchester        | Stati Uniti   | Great Stage Park                         | N.D.                                   |
| 4 agosto 2023               | Montréal          | Canada        | Parc Jean-Drapeau                        | N.D.                                   |
| 6 agosto 2023               | Chicago           | Stati Uniti   | Grant Park                               | N.D.                                   |
| 9 agosto 2023               | Toronto           | Canada        | History                                  | Magdalena Bay Tom Rasmussen            |
| 10 agosto 2023              | Toronto           | Canada        | History                                  | Magdalena Bay Tom Rasmussen            |
| 12 agosto 2023              | New York City     | Stati Uniti   | Pier 17                                  | Magdalena Bay                          |
| 22 settembre 2023           | Salt Lake City    | Stati Uniti   | Gallivan Center                          | Anais Chantal Empress Of Tom Rasmussen |
| 24 settembre 2023           | Las Vegas         | Stati Uniti   | Downtown Las Vegas                       | N.D.                                   |
| 26 settembre 2023           | Denver            | Stati Uniti   | Fillmore Auditorium                      | Empress Of Tom Rasmussen               |
| 28 settembre 2023           | Seattle           | Stati Uniti   | Paramount Theatre                        | Empress Of Tom Rasmussen               |
| 6 ottobre 2023              | Bentonville       | Stati Uniti   | The Momentary                            | Empress Of Tom Rasmussen               |
| 9 ottobre 2023              | New Orleans       | Stati Uniti   | House of Blues                           | Empress Of Tom Rasmussen               |

## Cancellazioni
| Data originaria | Città     | Stato       | Luogo                | Causa                      |
| --------------- | --------- | ----------- | -------------------- | -------------------------- |
| 8 novembre 2022 | Atlanta   | Stati Uniti | The Eastern          | Problema alle corde vocali |
| 9 novembre 2022 | Nashville | Stati Uniti | Marathon Music Works | Problema alle corde vocali |